# Escrutinio mayoritario plurinominal
El escrutinio mayoritario plurinominal o voto en bloque es una categoría de las fórmulas electorales de los sistemas electorales mayoritarios en la que resultan elegidos los candidatos que obtienen el mayor número de votos en cada circunscripción plurinominal. Algunos de los sistemas más importantes de escrutinio mayoritario plurinominal son el escrutinio con pluralidad (con la variante del sistema mayoritario de voto limitado) y el escrutinio preferencial o voto preferencial.

## Escrutinio mayoritario plurinominal con pluralidad (y de voto limitado)
En el escrutinio mayoritario plurinominal con pluralidad todos los candidatos compiten entre sí por ocupar n posiciones o escaños. Cada elector selecciona n candidatos de la papeleta electoral y los n candidatos que obtengan el mayor número de votos obtienen el escaño. Sin embargo, a diferencia del voto acumulativo, el elector no puede utilizar su n votos para votar por el mismo candidato. Sí se permite que el elector pueda elegir menos candidatos que el número total de escaños. 
Si el elector tiene que elegir menos candidatos que el número total de escaños, el sistema se conoce como sistema de voto limitado. Este sistema de voto limitado es el que se utiliza en las elecciones al Senado español en las que el elector puede votar por tres candidatos como mucho, pero son cuatro los escaños que se asignan a los candidatos con más votos. Un sistema de voto limitado permite que el segundo partido más votado obtenga representación.

## Voto preferencial
Con el voto preferencial, o voto preferente, cada elector ordena los x candidatos de acuerdo con su preferencia asignando un número a cada uno (1, 2, ..., x). Los candidatos con el menor número de votos de la primera preferencia son eliminados y sus votos son transferidos según la siguiente preferencia de los electores. Este método se repite hasta que queden n candidatos (siendo n el número de escaños por circunscripción). Es un sistema similar al utilizado en el voto alternativo o segunda vuelta instantánea para las circunscripciones uninominales.
Tanto en el voto preferente como no preferente se puede dar que se ordenen las listas en sistema cremallera, aternando en el orden de inscripción un hombre una mujer, y así sucesivamente.

### Otros sistemas electorales
- Escrutinio mayoritario uninominal
- Escrutinio proporcional plurinominal
- Representación proporcional mixta